# Silvan
Silvan – miasto w Turcji w prowincji Diyarbakır.
Według danych na rok 2000 miasto zamieszkiwało 64 136 osób.